# 642 г. пр.н.е.

## Събития

### В Азия

#### В Асирия
- Цар на Асирия е Ашурбанипал (669/8 – 627 г. пр.н.е.).[1]
- Цар Кандалану (648/7 – 627 г. пр.н.е.) управлява Вавилон като подчинен на асирийския цар.[2]
- Икономическото благосъстояние на Вавилония се завръща до нивото от преди „Голямото въстание“ (652 – 648 г. пр.н.е.) и остава на високо ниво до края на управлението на Кандалану.[3]

##### В Юдея
- Цар Манасия (687 (или 697)-643/2 пр.н.е.) умира в тази или предишната година и е наследен от сина му Амон (643/642 – 641/640 г. пр.н.е.).[4][5]

### В Африка

#### В Египет
- Псаметих (664 – 610 г. пр.н.е.) е фараон на Египет.[6][7]

### В Европа
- Тази или 640 г. пр.н.е. са традиционно приетите за края на управлението на римския цар Тул Хостилий (673/2 – 642/0) и началото на царуването на Анк Марций (642/0 – 617/6).[8][9]

## Починали
- Манасия, цар на Юдея
- Тулий Хостилий, третият цар на Рим